# Gangapur, Hirekerur
Gangapur là một làng thuộc tehsil Hirekerur, huyện Haveri, bang Karnataka, Ấn Độ.